# The Big Sleep
The Big Sleep är en brittisk thrillerfilm från 1978 i regi av Michael Winner, som även skrev filmens manus, efter romanen Den stora sömnen från 1939 av Raymond Chandler. Det är den andra filmatiseringen av Chandlers roman, här med handlingen förlagd till England och ett manus som mer troget följer romanen. Den första inspelningen var Utpressning från 1946.

## Handling
General Sternwood (James Stewart) ber privatdetektiven Philip Marlowe (Robert Mitchum) att undersöka ett utpressningsförsök mot en av hans döttrar. Marlowe upptäcker snart att försöket inte verkar vara väldigt allvarligt och verkar snarare ha att göra med försvinnandet av den andra dotterns man, Rusty Reagan.

## Rollista i urval
| Robert Mitchum | – Philip Marlowe             |
| Sarah Miles    | – Charlotte Sternwood        |
| Richard Boone  | – Lash Canino                |
| Candy Clark    | – Camilla Sternwood          |
| Joan Collins   | – Agnes Lozelle              |
| Edward Fox     | – Joe Brody                  |
| John Mills     | – Jim Carson, polisinspektör |
| James Stewart  | – Sternwood, general         |
| Oliver Reed    | – Eddie Mars                 |